# Petraki-Kloster (Attika)
Koordinaten: 37° 58′ 43,7″ N, 23° 44′ 58″ O

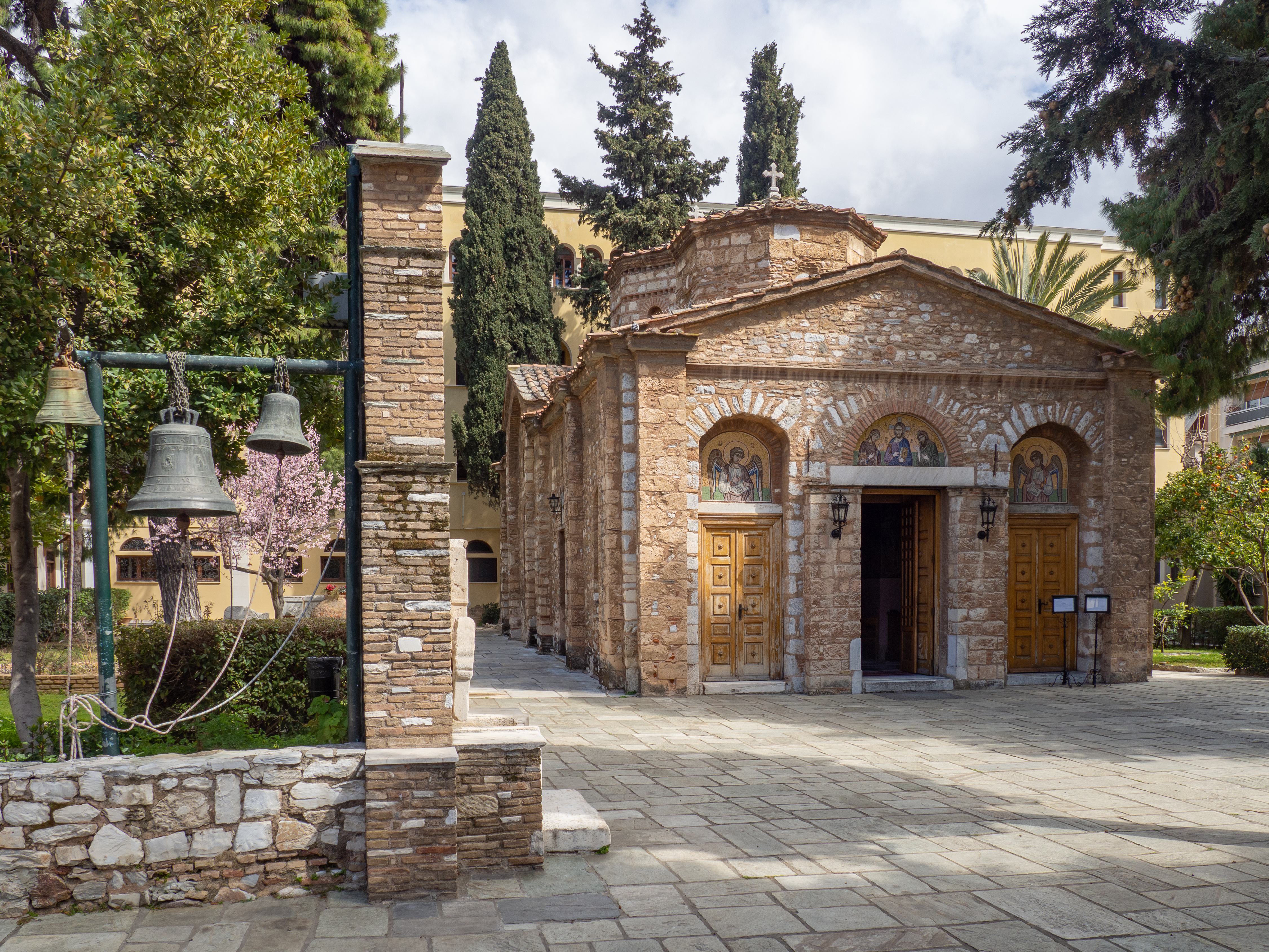
Petraki-Kloster (2017)

Das Kloster Moni Petraki (griechisch Μονή Πετράκη, dt. ‚Kloster des Petrakis‘) oder Kloster der Agii Asomati Taxiarches (Άγιοι Ασώματοι Ταξιάρχες, ‚Heilige Körperlose Erzengel‘) ist ein Kloster mit einer byzantinischen Kirche in Athen, einige hundert Meter südlich des Lykavittos. Benannt wurde es nach dem Mönch Parthenios Petrakis (Παρθένιος Πετράκης), der es 1673 renovierte.

## Geschichte
Das Kloster war ursprünglich dem Patriarchen unterstellt und nannte sich Koukopouli (Κουκοπούλι). Es gehörte zu den Besitzungen des Karea-Klosters (Μονή Καρέα) auf dem Hymettos. Später übersiedelten die Mönche aus Sicherheitsgründen in das Asomaton-Kloster. Als 1834 die Hauptstadt Griechenlands von Nafplio nach Athen verlagert wurde, diente das Kloster als Pulverlager.

## Architektur
Die Kirche stammt aus dem 13. oder 14. Jahrhundert und hat einen kreuzförmigen Grundriss mit einer Kuppel, die durch vier korinthische Säulen gestützt wird (Kreuzkuppelkirche). Diesem Bau wurden nachträglich zwei Vorhallen angefügt.